# Domingo Salcedo
José Domingo Salcedo González (ur. 9 listopada 1983 w Concepción) – paragwajski piłkarz występujący najczęściej na pozycji lewego pomocnika. Od 2008 roku zawodnik CSD Colo-Colo, grającego w Primera División de Chile.

## Kariera klubowa
Salcedo rozpoczął karierę w Cerro Porteño, skąd przeszedł do argentyńskiego Racing Club de Avellaneda. W styczniu 2008 za sumę wynoszącą 1,000,000 dolarów został sprzedany do chilijskiego CSD Colo-Colo. Jest on jednym z najdroższych transferów w historii klubu - więcej kosztowali tylko Lucas Barrios (2,000,000 dolarów) i Macnelly Torres (2,400,000 dolarów).

## Kariera reprezentacyjna
Salcedo występuje w reprezentacji Paragwaju od roku 2005. Był uczestnikiem Copa América 2007.

## Osiągnięcia
- Cerro Porteño
  - Mistrz Paragwaju: Apertura 2005, Clausura 2005, Clausura 2006
- CSD Colo-Colo
  - Mistrz Chile: Clausura 2008, Clausura 2009

## Życie prywatne
Brat Domingo, Santiago, również jest piłkarzem.